# بروفاتاس (سيرري)
بروفاتاس (Προβατάς) هي مدينة في سيرري في مقاطعة فوريا إلادا في اليونان.